# Langenberg (Duitsland)
Langenberg is een gemeente in de Duitse deelstaat Noordrijn-Westfalen, gelegen in de Kreis Gütersloh. Langenberg telt 8.597 inwoners (31 december 2020) op een oppervlakte van 38,31 km².

## Afbeeldingen

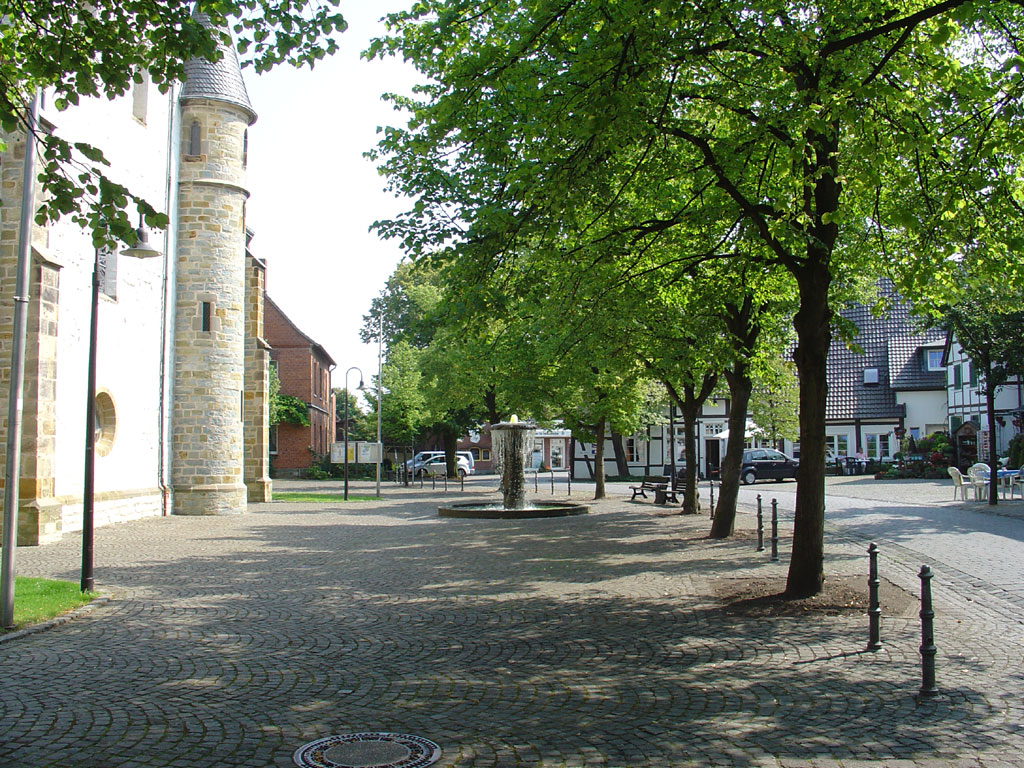
Kirchplatz
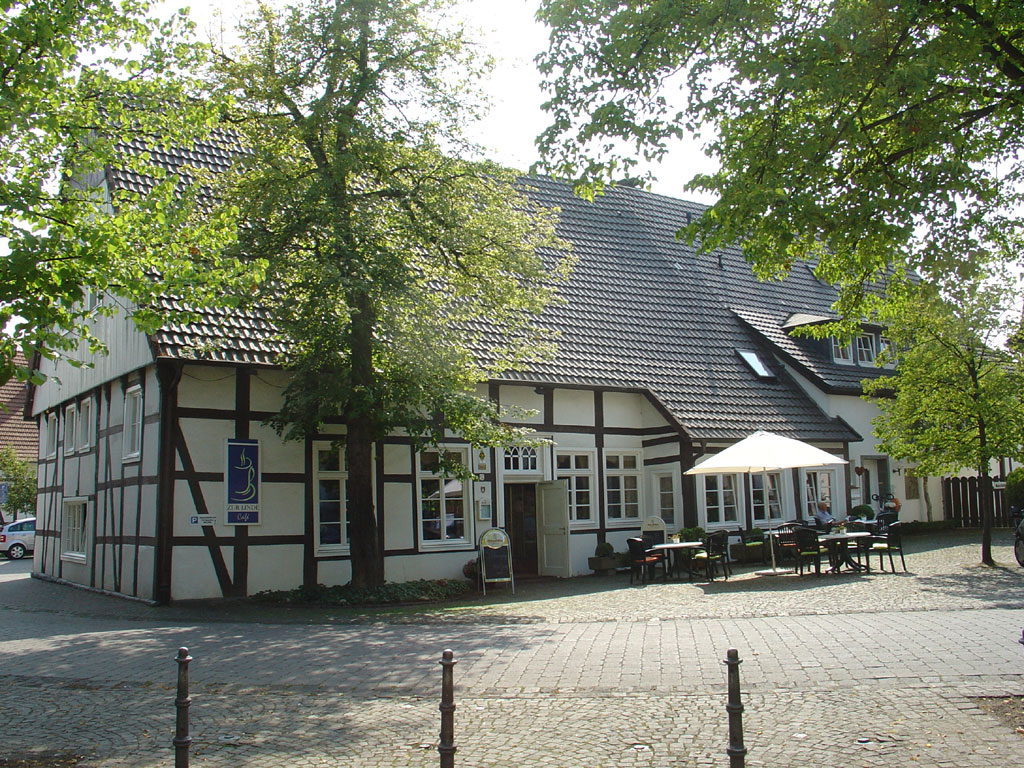
Café zur Linde

Borgholzhausen · Gütersloh · Halle · Harsewinkel · Herzebrock-Clarholz · Langenberg · Rheda-Wiedenbrück · Rietberg · Schloß Holte-Stukenbrock · Steinhagen · Verl · Versmold · Werther